# 卢里
卢里（法語：Loury，法語發音：[luʁi]）是法国卢瓦雷省的一个市镇，位于该省中西部，属于奥尔良区。

## 地理
卢里（48°0'5"N, 2°5'6"E）面积34.36 平方千米，位于法国中央-卢瓦尔河谷大区卢瓦雷省，该省份为法国中北部省份，北起埃松省，西北接厄尔-卢瓦省，西南接卢瓦-谢尔省，南至涅夫勒省和谢尔省，东临约讷省，东北接塞纳-马恩省。
与卢里接壤的市镇（或旧市镇、城区）包括：布日莱讷维尔、希约尔欧布瓦、马里尼莱叙萨日、讷维尔欧布瓦、勒布雷希安、叙利拉沙佩勒、特赖努、韦讷西。

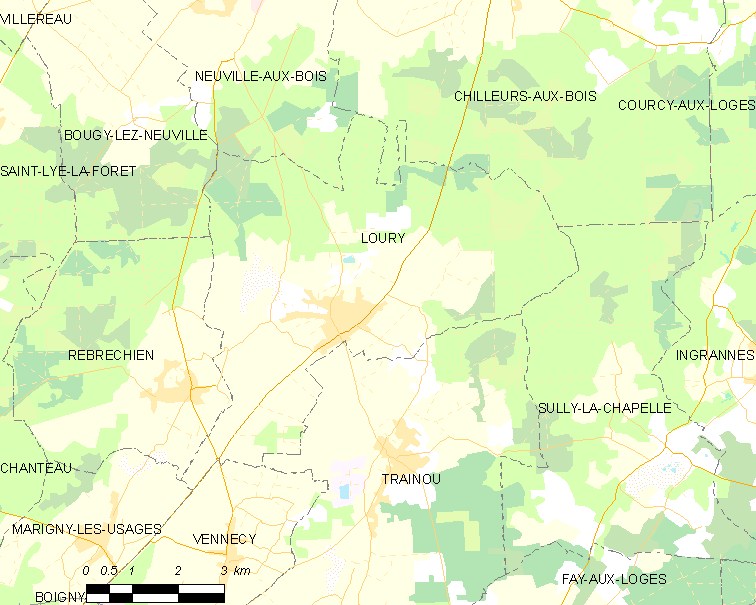
卢里的OSM定位图

卢里的时区为UTC+01:00、UTC+02:00（夏令时）。

## 行政
卢里的邮政编码为45470，INSEE市镇编码为45188。

## 政治
卢里所属的省级选区为弗勒里莱索布赖县。

## 人口

1962-2008年间卢里人口变化图示

卢里于2022年1月1日时的人口数量为2582人。